# Mandopop
Mandopop (musica china en la actualidad: 華語流行音樂; chino simplificado: 华语流行音乐; pinyin: Huáyǔ liúxíng yīnyuè) es una abreviación coloquial de «música popular mandarín». También se le llama mandapop. Está considerado como un subgénero de música popular china dentro del C-pop. El mandopop fue la primera variedad de música popular en China para establecerse como una industria viable. Como su nombre lo indica, las canciones características Mandopop se realizan principalmente en chino mandarín. Entre los países en los que el subgénero es más popular son China, Taiwán, Malasia, Singapur y Japón.

## Artistas de Mandopop
| - Cyndi Wang - Faye Wong - Jolin Tsai - Lexie Liu - Stefanie Sun - Teresa Teng - Vivian Hsu - Zhao Wei - Jane Zhang - Fann Wong - Jike Junyi - Yisa Yu | - Aska Yang - Jay Chou - Jackie Chan - Bii - Hua Chenyu - Joker Xue - Lu Han - Li Ronghao | - The Flowers - S.H.E - Fahrenheit - SpeXial - TFBOYS - BOYSTORY - WayV - X-NINE - FANXY RED - YHBOYS |